# باشگاه فوتبال اوبونتو کیپ تاون
باشگاه فوتبال اوبونتو کیپ تاون (به انگلیسی: Ubuntu Cape Town FC) یک باشگاه فوتبال آفریقای جنوبی در شهر کیپ‌تاون است. این باشگاه در لیگ دسته اول ملی بازی می‌کند.
این باشگاه زمانی تأسیس شد که بنیاد فوتبال اوبونتو در سال 2017 مجوز فرانشیز باشگاه فوتبال کیپ تاون را خریداری کرد.